# Гавриила (Александрова)
Схимона́хиня Гавриила (в миру — Александрова Лидия Александровна; 19 марта 1876, Москва — 4 ноября 1952, Москва — схимонахиня Русской Православной Церкви, духовная дочь святого праведного Алексия (Мечёва), член общины храма святителя Николая в Кленниках на Маросейке в первой половине XX века.

## Семья, ранние годы
Схимонахиня Гавриила (в миру Лидия Александровна Александрова) родилась 19 марта 1876 года в Москве. Её семья относилась к мещанскому сословию. Мама Лидии скончалась при её родах, и воспитанием девочки и её старшего брата занималась бабушка. Она была главою семьи, обладала сильным и волевым характером, при этом была женщиной благочестивой и духовно образованной. С самого раннего детства она приобщила детей к церковной жизни, научила их понимать порядок, чин богослужений и ценить красоту церковного пения. Именно бабушкой были заложены основы духовно-нравственного воспитания маленькой Лиды, которая уже к отрочеству не представляла себе жизнь вне Церкви.
Однако бабушка мыслила для нее исключительно мирской путь и со временем, когда, как считалось, девушка уже была на выданье, стала вывозить ее в свет. Но у самой Лидии уже окончательно созрело решение покинуть суетный мир, её душа горячо стремилась к иноческой, спасительной жизни в обители, к служению Господу, и иного выбора для нее не существовало. По словам самой матушки Гавриилы, это решение она приняла чуть ли не в детстве, когда начала осознавать отсутствие матери. Лидия даже испытывала чувство вины перед ней за ее преждевременную кончину. Порой она говорила: «Я не могу предаваться радостям мира сего, потому что моя мама не успела испытать этого до конца».

## Выбор жизненного пути
«…Она смолоду любила ездить на престольные праздники в разные храмы, этим особо почитая и прославляя святого, память которого праздновалась в этот день. Остался в памяти рассказ матушки о чуде в Сарове, произошедший с ней еще задолго до революции. Она во время своего паломничества заблудилась в Саровском лесу, долго плутала и обратилась с молитвой к преподобному Серафиму. Ее молитва была услышана, и перед ней явилась дорожка, которая напрямую довела ее до самого монастыря. Матушка считала, что так ей была указана дорога жизни, что от преподобного Серафима она „получила“ прямую дорожку в обитель. Наша семья была очень близка с Лидией Александровной. Мы жили в то время в селе Алексеевском, теперь это Москва, около ВДНХ. Тогда, 20-е — 30-е годы XX века, было не принято расспрашивать о жизни человека, тем более о подробностях церковной, духовной жизни, поэтому много о матушке мы не знаем. Например, от кого приняла она монашеский постриг и в каком монастыре какое-то время подвязалась. А то, что матушка была схимницей, мы узнали лишь после ее смерти — при подготовке к похоронам в заготовленном „на смерть“ узелке обнаружили записку с ее монашеским именем и схимническое облачение. Я думаю, что ее пострижение произошло не без благословения святого праведного Алексия Мечева, который уже в те годы (до 1923 года) допустил матушку до алтаря в храме Святителя Николая в Клённиках».

## Святой праведный Алексий (Мечёв)
Из воспоминаний Схимонахини Гавриилы о её встрече с праведным Алексием (Мечевым), московским старцем, опубликованных в книге «Пастырь добрый» (Москва, издательство «Паломник», 2007 г.): 

 «О батюшке отце Алексее я впервые услышала от господ Борисовых (старшего врача Первой Градской Больницы) — семьи весьма достойной, состоящей из старушки Елизаветы Александровны Борисовой, сына-врача, сына-полковника и двух дочерей. В эту семью ходила я почти каждый праздник. От них-то я и получила первые рассказы о Батюшке. С детских лет воспитанная в церковном духе, имея пристрастие к посещению храмов с торжественными богослужениями, услышала я как-то в семье тех же Борисовых: „Что же Вы, посещая столько храмов, не побываете на Маросейке у батюшки отца Алексия?“. Тогда я твердо решила сходить на Маросейку в храм Святителя Николая в Клённиках. Привыкнув бывать в громадных храмах и монастырях, я была удивлена, что такой известный священник служит в таком маленьком, почти незаметном храме. После литургии, во время чтения акафиста пред чудотворным образом Феодоровской Божией Матери, мне казалось, батюшка не читал его, а как бы беседовал с Царицею Небесной. Почувствовав какую-то сердечную теплоту, я совсем забыла, что тороплюсь домой…».
Стать настоящим духовным чадом такого батюшки, как отец Алексий, может не каждый. Лидия смогла. Свою жизнь она связала с батюшкой и храмом. Еще до революции 1917 г. Лидия поступила помощницей надзирательницы детского приюта, устроенного о. Алексием в нижнем этаже храма, одна несла все труды по уборке церкви, была даже алтарницей. Впоследствии около семи лет стояла за свечным ящиком. Пекла и продавала просфоры. Отец Алексий дал ей комнату в полуподвальном этаже дома, построенного известным книгоиздателем И. Д. Сытиным на церковном дворе Маросейского храма. Комната находилась на первом этаже, а келья отца Алексия — прямо над ней.

 «Было такое времечко, когда все обязанности по уборке храма несла я одна — общины сестер тогда еще не было, — вспоминала Лидия — Вот, как-то раз, после литургии батюшка в полном облачении торопливо проходит по своему храму и как бы сердито говорит мне: „Лидия, что же у тебя везде все девчонки. Окна моют девчонки, иконы протирают девчонки, подсвечники чистят, ковры трясут, пол метут — везде все девчонки“. Недоумевая, я ему ответила: „Батюшка, да у меня нет ни одного человека, кто бы мне помог. Все время здесь убираюсь одна“. Батюшка, махнув ручкой, повторил: „Девчонки, девчонки, кругом все девчонки“, — на что я сильно обиделась и горько заплакала. Обидно мне показалось, что батюшка мои труды приписывает другим. А батюшка, улыбнувшись и утешая меня, сказал: „Да ты что. Это я так“. Мне очень странными показались тогда слова батюшки и только через два года, когда у нас образовалась община сестер, поняла я смысл им сказанного». 
Лидия была близким чадом великого Батюшки, ей дана была Господом редкая возможность ежедневно видеть, как он несет свой тяжелый крест пастырского служения, его безграничную любовь и доброту к людям, слышать его советы и наставления. Годы рядом с Батюшкой не прошли для нее напрасно. Этот свет любви к Богу и людям, исходивший от отца Алексия, она пронесла через всю свою жизнь и щедро делилась им с другими.
Отец Алексий Мечев почил в 1923 году. В 1929 году был арестован и сослан его сын — будущий священномученик Сергий Мечев, который после смерти отца окормлял общину, где подвизалась схимонохиня Гавриила.
После закрытия в 1932 году храма, матушка молилась в Богоявленском соборе, у иконы Божией Матери «Взыскание погибших». Но вопреки всем тяжелым событиям и тягостным обстояниям, Маросейка продолжала жить, продолжал животворить дух веры. Эту лампаду веры, надежды и Христовой любви с глубочайшим благоговением и мужеством хранили и берегли для всех страждущих и обремененных схимонахиня Гавриила и другие члены общины. В радости или печали, за утешением, поддержкой и молитвенной помощью многие продолжали приходить сюда, на Маросейку, в келью матушки Гавриилы.

## Поздние годы
Церковный дворик. Угол дома для причта. Здесь рядом с лестницей, ведущей на второй этаж, где была келья святого праведного Алексия, — окно матушкиной комнатки-кельи. Оно же было вратами в мир радости и утешения. Когда, после закрытия храма, невозможно было пройти через «территорию» соседей-подселенцев, в комнатку к матушке проникали через оконце, к которому заботливо были приставлены ящички-ступеньки.
	Матушка Гавриила, несомненно, обладала Божиим даром прозорливости.  Люди, общающиеся с ней, очень внимательно прислушивались к ее словам, рассказам, как бы пытаясь найти в них особый, скрытый смысл. Вот что вспоминает об этом Нина Георгиевна Чертулина (г. Воронеж), духовной наставницей которой была матушка: 

 «Помню, как поздней осенью 1941 года Мария Георгиевна, одна из сестер Гребенщиковых, пришла к матушке с тревогой о своем муже, Павле Алексеевиче Леонове, уже пожилом человеке, находящимся в ополчении на подступах к Москве. Бабушка Лида предложила ей сотворить совместную молитву – это было устоявшимся правилом. Затем в молитве Мария Георгиевна услышала имя мужа среди поминаемых усопших. А через некоторое время она получила извещение о гибели Павла Алексеевича…» «Приведу еще пример. Когда я вышла замуж, моего мужа, военного инженера, должны были отправить в долгосрочную командировку, и я, как всегда, пошла к нашей духовной покровительнице. Схимонахиня Гавриила благословила меня образом Донской Царицы Небесной и дала акафист святителю Митрофану, Воронежскому чудотворцу. И муж получил назначение в Воронеж». 
Из воспоминаний схиигумена Рафаила, насельника Данилова монастыря города Москвы: 

 «Схимонахиня Гавриила оказала большое влияние на всю нашу многочисленную родню, на подрастающее поколение. Она не только разрешала наши жизненные проблемы — она приближала нас к Богу, к храму, к Иисусовой молитве, молилась за нас. Есть примеры ее прозорливости. Например, однажды среди моих близких родных она высказала пророчество относительно меня, тогда еще мальчишки лет 10-ти, — что позже мне все будут руку целовать. Это она так предсказала, что я буду священником». 
В годы Великой Отечественной войны матушка отдавала свою хлебную карточку в многодетные семьи, а ей привозили раз в неделю по буханке белого и ржаного хлеба. Чужие дети любили ее как добрую, ласковую бабушку Лиду, взрослые почитали, как мудрую наставницу. К ней обращались и за житейскими и за духовными советами, без ее благословения не начинали никакого важного дела, по ее молитвам оставались живыми и невредимыми в тяжелых испытаниях. При этом матушка никого никогда не заставляла ходить в храм, не наставляла строго, не требовала выполнения каких-то ее указаний. Она просто всех любила, всем помогала и за всех молилась, и этим вызывала к себе ответную любовь, благодарность и уважение. Она показывала на своем примере, всей своей жизнью, каким должен быть настоящий православный христианин. Матушка несла свой тихий, не бросающийся в глаза подвиг христианской любви, и этим приводила людей к Богу, к Церкви. И даже если человек не сразу приходил к храму, свечка, затепленная в его душе матушкой, не угасала, согревала всю жизнь и потом обязательно разгоралась в огонь веры. Матушка сохранила и передала следующим поколениям подлинный дух Православной Церкви, который, на все старания богоборцев искоренить его, дошел до нас подвигами и молитвами таких рабов Божиих, как схимонахиня Гавриила, — смиренных и, казалось бы, незаметных тружеников, а на самом деле настоящих столпов Православия.
Многие люди, кто имел общение с матушкой, на примере ее жизни и любви к ближним, становились священниками и монахами. Среди таких людей: схиигумен Рафаил (Шишков) + 2018 г., иеромонах Александр (Переяславцев) + 2019 г., монахиня Надежда (Родионова) +, монахиня Никона (Переяславцева)+. Матушка Гавриила всегда заботилась о том, чтобы между приходящими к ней за советом и молитвой никогда не угасал огонь любви и всегда царили согласие и единомыслие.

## Смерть
Завещала похоронить себя матушка на Алексеевском кладбище при Московском храме Тихвинской иконы Божией Матери, что рядом с ВДНХ, а храму подарить принадлежавший ей образ Владимирской Божией Матери, который долгие годы находился в ее комнатке-келье на Маросейке.
Настоятель Тихвинского храма к матушке относился с большим почтением. После ее кончины икона Владимирской Божией Матери была перенесена в Тихвинский храм, где она и находится по настоящее время (как входишь в храм — слева у кануна). Еще при жизни она часто говорила кому-нибудь из близко знавших ее: «Когда будешь в церкви, то после службы заходи ко мне на могилку. Помолись, и я за тебя помолюсь. И потом не забудь поблагодарить Господа Бога».
Схимонахиня Гавриила отошла ко Господу 4 ноября 1952 года в Праздник иконы Божией Матери «Казанская».
Гроб с телом матушки выносили через то самое окошко, через которое ходили к ней в полуподвальную комнатку на Маросейке, чтобы не беспокоить соседей…
В краткой биографической справке о регенте правого хора храма на Маросейке Марии Ивановны Тимофеевой (1901-24.7/6.8.1989), находим интересную информацию о постриге в схиму Лидии Александровны: «В свое время она (Мария Тимофеева) вместе с Лидией Александровной и Евдокией Худяковой ездила в Киев. Они обратились там к старцу, и он постриг их в схиму (кроме Маруси, не решившейся на этот шаг без благословения о. Сергия)» (Москва, Пастырь добрый, с.748). Можно предположить, что постриг матушки в схиму был уже в период настоятельства отца Сергия Мечева в храме на Маросейке, то есть с 1923 по 1929 г.г.